# Um Cão Andaluz
Un chien andalou (br/pt: Um Cão Andaluz) é um filme surrealista lançado em 1929 na França e dirigido/escrito pelo cineasta Luis Buñuel em parceria com o pintor Salvador Dalí, ambos adeptos do surrealismo. Foi realizado em 1928, época ainda do ápice das vanguardas europeias.

## Sinopse
A história do filme não segue a ordem normal dos acontecimentos (por exemplo, da cena inicial de "era uma vez", o filme vai direto para "oito anos depois" sem uma sequência lógica de acontecimentos), se utilizando da lógica dos sonhos baseados em conceitos da psicanálise de Freud. O filme reúne diversas imagens oníricas e metafóricas, encadeadas no vídeo como se fossem um pesadelo.
A primeira cena mostra uma mulher que tem seu olho cortado por uma navalha por um homem (Buñuel). Numa cena seguinte aparecem formigas saindo da mão do ator, uma possível alusão literária à expressão francesa "fourmis dans les paumes" (formigas nas mãos) que significa "um grande desejo de matar".
Este filme é tratado como o ícone do cinema do Manifesto Surrealista de André Breton, pois constitui uma importante tentativa de rompimento com toda a lógica e linearidade narrativa com forte apelo e referência à dimensão onírica. A ideia derivada dos próprios sonhos de Dalí e Buñuel e complementada pela justaposição de imagens apontadas pelos dois, criou um curta cheio de imagens desconexas - e até chocantes, às vezes, como a do globo ocular sendo seccionado. O efeito causado nos espectadores foi a tentativa de achar uma lógica para imagens, criando uma série de interpretações, todas presas nos valores vigentes e cuja lógica  estava no inconsciente.
Alguns críticos interpretam o enredo do filme como uma viagem à mente perturbada de um assassino e as suas confissões traduzidas em imagens, entretanto, tal interpretação é vaga pois, se tratando de uma história surrealista, o senso e a ordem natural das coisas são ausentes.
Com fotografia em preto-e-branco e mudo, o filme colabora com a estética surrealista proposta pelo cineasta. Outra experiência de Buñuel com o cinema surrealista seria também a sua película sonora posterior, "A Idade do Ouro" (L'Âge d'Or).

## Elenco
- Simone Mareuil (creditada como Simonne Mareuil) como Jovem garota
- Pierre Batcheff (creditado como Pierre Batchef) como Jovem rapaz e Segundo rapaz
- Luis Buñuel como Homem no prólogo (não creditado)
- Salvador Dalí como Seminarista e como Homem na praia (não creditado)
- Robert Hommet como Terceiro rapaz (não creditado)
- Marval como Seminarista (não creditado)
- Fano Messan como Garota andrógina (não creditado)
- Jaime Miravilles como Seminarista gordo (não creditado)

## Trilha sonora
Durante a estreia original em Paris, Buñuel selecionou músicas que ele havia tocado ao vivo em um gramofone. Leituras modernas do filme apresentam na trilha os excertos de Richard Wagner, o "Liebestod" da ópera Tristan und Isolde e duas gravações de tangos argentinos ("Tango Argentino" e "Recuerdos" de Vicente Alvarez & Carlos Otero. Eles foram adicionados ao filme em 1960 sob a supervisão de seu diretor.

## Influência nos dias de hoje
O estudante de cinema Ken Dancyger argumentou que "Um Cão Andaluz pode ser uma gênese de um modelo de gravação presente em videoclipes.Roger Ebert o chamou de "inspiração para filmes independentes com baixo orçamento".
A revista Première deu o 10º lugar para a cena introdutória no ranking "Os 25 momentos mais chocantes da história do cinema".
A música Debaser dos Pixies foi baseadas no Um Cão Andaluz.